# VI Толедський собор
Шостий Толедський собор (лат. Concilium Toletanum VI) був другим собором, скликаним вестготським королем Хінтілою, відкритий 9 січня 638 року в храмі св. Леокадії в Толедо.

## Історія
У цьому зібранні взяли участь 53 єпископи, у тому числі з Нарбонської Галлії, які не брали участь у попередньому соборі з політичних причин. Таким чином, собор був возз'єднанням усієї Церкви Іспанії та Галлії. Його основною метою було підтвердити постанови V Толедського собору 636 року та відновити внутрішній мир у королівстві.
Чотири з 19-ти канонів собору були політичними, інші стосувалися євреїв, ченців, каянників, вільновідпущених, священнослужителів, бенефіцій і церковної власності.
На цьому зібранні серед іншого підтверджено укази П'ятого Собору про безпеку короля та його сім'ї. Також відлучалися від Церкви ті, хто втік за кордон і там задумував щось проти короля або іншим чином наражав його на небезпеку. Анафема була оголошена всім, хто нападав на короля або задумував скинути його та узурпувати його престол. Наступник убитого короля був знеславлений, якщо він не покарав царевбивців.
Собор підтвердив постійне володіння майном, подарованим Церкві будь-ким, і встановив покарання за симонію. Нарешті, знову було вжито певних заходів проти євреїв, якщо на те були вказівки Папи Римського.